# Mike Havenaar
Mike Havenaar (japonsko ハーフナー・マイク), japonski nogometaš, * 20. maj 1987.
Za japonsko reprezentanco je odigral 18 uradnih tekem.